# Valerio Jud
Valerio Jud (* 24. Juli 2002) ist ein Schweizer Snowboarder. Er startet in der Disziplin Snowboardcross.

## Werdegang
Jud, der für den SC Flumserberg startet, nahm im Februar 2017 in Davos erstmals am Europacup teil und kam zwei Jahre später bei den Juniorenweltmeisterschaften auf der Reiteralm auf den 12. Platz im Einzel sowie auf den neunten Rang im Teamwettbewerb. In den folgenden Jahren gewann er bei den Olympischen Jugend-Winterspielen 2020 in Lausanne jeweils die Goldmedaille im Einzel sowie im Teamwettbewerb und belegte bei den Juniorenweltmeisterschaften 2021 in Krasnojarsk den 11. Platz im Einzel sowie den sechsten Rang im Teamwettbewerb. Zudem nahm er im Januar 2021 in Chiesa in Valmalenco erstmals am Snowboard-Weltcup teil, wobei er die Plätze 33 sowie 19 errang und wurde bei den Juniorenweltmeisterschaften 2022 in Veysonnaz Sechster im Einzel. In der Saison 2022/23 fuhr er mit vier Top-Zehn-Platzierungen, darunter je ein dritter sowie erster Platz auf den sechsten Platz in der Snowboardcross-Wertung des Europacups. Beim Saisonhöhepunkt, den Weltmeisterschaften 2023 in Bakuriani, errang er den 33. Platz im Einzel. Bei den Weltmeisterschaften zwei Jahre später im Engadin belegte er den 37. Platz im Einzel und holte zusammen mit Sina Siegenthaler die Bronzemedaille im Teamwettbewerb.

## Erfolge

### Snowboard-Weltmeisterschaften
- 2023 Bakuriani: 33. Platz Snowboardcross
- 2025 Engadin: 3. Platz Snowboardcross Team, 37. Platz Snowboardcross

### Weltcup-Gesamtplatzierungen
| Saison  | Platz | Punkte |
| ------- | ----- | ------ |
| 2020/21 | 42.   | 12     |
| 2022/23 | 53.   | 10     |
| 2023/24 | 49.   | 15     |
| 2024/25 | 40.   | 41     |

### Europacup
- 2022/23: 6. Platz Snowboardcross-Wertung
- 5 Platzierungen unter den besten zehn, davon 1 Sieg:

### Juniorenweltmeisterschaften
- 2019 Reiter Alm: 9. Platz Snowboardcross Team, 12. Platz Snowboardcross
- 2021 Krasnojarsk: 6. Platz Snowboardcross Team, 11. Platz Snowboardcross
- 2022 Veysonnaz: 6.  Platz Snowboardcross